# لیلین رالف
لیلین رالف (انگلیسی: Lilian Rolfe؛ ۲۶ آوریل ۱۹۱۴ – ۵ فوریهٔ ۱۹۴۵) یک فرد نظامی اهل بریتانیا بود.